# Hinda
Hinda est une ville de la République du Congo, chef-lieu du district homonyme, située à 35 km de Pointe-Noire dans le département de Kouilou.
Elle est située sur la ligne de Chemin de fer Congo-Océan.

## Histoire
{{}}

## Liens
Ngweela est un clan localisé dans la frange côtière de la république du Congo, plus précisément dans le district de Hinda.
Description
C'est le plus grand clan par le nombre de ses membres et par la superficie de son terroir dans la contrée de Hinda. Il compte quatre sous-groupes partageant le même sanctuaire (tshibila) du même génie tutélaire (N'kisi Si), les mêmes interdits alimentaires (Tchina) ou le même totem (M'vil):
Ngweel Tshingang Sati, de l'ingénieur écrivain Edouard Kali-TCHIKATI et dont l'actuel patriarche est François Soumbou,
Ngweel Tshingang N'suund
Ngweel Tshingang Ngoombi
Ngweel Tshingang Biine, le sous-groupe le plus petit.
Les autres clans régnant de Hinda sont :
Tshibaanza, de l'homme politique Robert Stéphane Tchitchéllé et de son fils, le médecin militaire et homme politique Tchichellé Tchivéla.
Tshibaana
Mboma
Emblème
Le totem du clan Ngweela est le cabri ou la chèvre.
Robert Stéphane Tchitchéllé est un homme politique et syndicaliste congolais né le 12 janvier 1914 dans le district de Yaya et mort le 25 octobre 1984 à Pointe-Noire.
Connu en premier lieu pour son travail de syndicaliste pour le Chemin de fer Congo-Océan (CFCO), il est le premier secrétaire du syndicat des cheminots du Congo1. Il participe en 1946 à la création du Parti progressiste congolais (PPC), parti fondé par Jean-Félix Tchicaya, le premier député du Moyen-Congo à l’Assemblée nationale française.
Stéphane Tchitchéllé est considéré comme l'un des pères fondateurs de la République du Congo, aux côtés de Fulbert Youlou, Jean Félix-Tchicaya et Jacques Opangault2.
Robert Stéphane Tchitchéllé naît dans le district de Yaya, aux alentours de Hinda. Il effectue ses études primaires jusqu'en classe de première supérieure à la mission catholique de Loango.